# زبابة غانسو
زبابة غانسو (الاسم العلمي: Sorex cansulus) (بالإنجليزية: Gansu Shrew)‏ هي نوع من الثدييات يتبع جنس الزبابة من الفصيلة الزبابات         .	